# Nicolas Bouvier

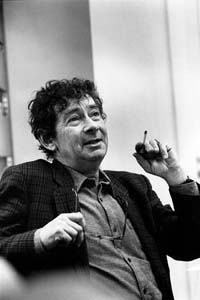
1987

Nicolas Bouvier (Grand-Lancy, 6 marzo 1929 – Ginevra, 17 febbraio 1998) è stato uno scrittore, giornalista e fotografo svizzero.

## Biografia
Figlio di Auguste Bouvier, bibliotecario a Ginevra, e di Antoinette Maurice, Nicolas Bouvier compie il suo primo viaggio solitario in Norvegia, a 17 anni. Presso l'Università di Ginevra segue corsi di storia medievale e sanscrito.
Nel 1948 il quotidiano La Tribune de Genève lo invia per un reportage in Finlandia. Nel 1950 viaggia nel Sahara algerino per conto di un altro giornale, Le Courrier.

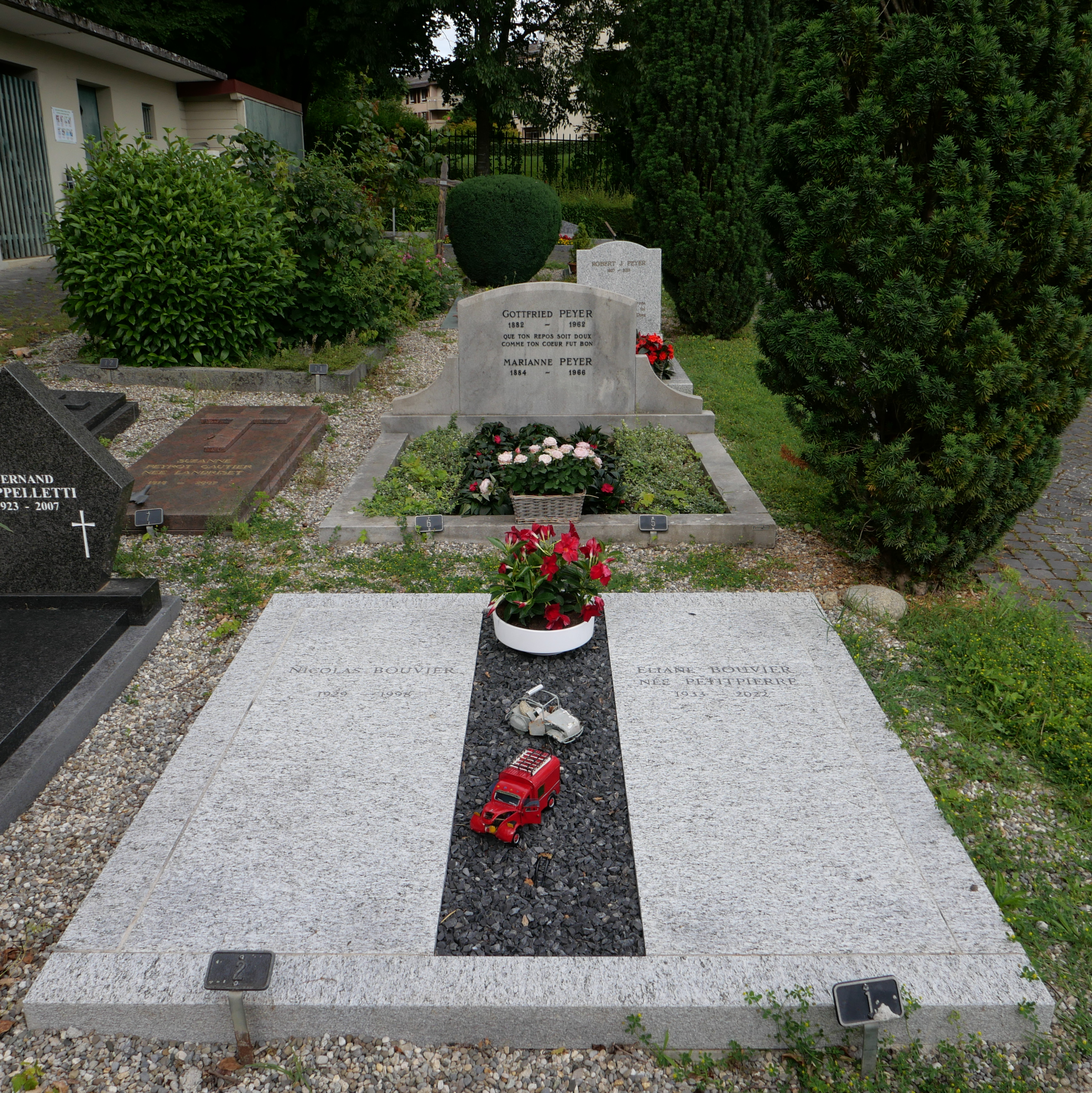
La tomba di Bouvier e di sua moglie. È decorato con due modellini della leggendaria Citroën 2CV, con la quale viaggiò intorno al mondo.

Nel 1951 parte assieme agli amici Thierry Vernet e Jacques Choisy da Venezia e si reca fino a Istanbul. Nel 1953, si spingerà oltre: a bordo di una Topolino, in compagnia di Thierry Vernet, attraverserà la Jugoslavia, la Turchia, l'Iran e il Pakistan. Un anno e sei mesi dopo, i due amici si separano a Kabul, e Nicolas Bouvier continuerà solo il suo cammino attraverso l'India. Arriva a Ceylon dove, malato e depresso, resta durante sette mesi. Questo doloroso soggiorno sarà descritto in Le Poisson Scorpion (Il pesce scorpione), pubblicato solo molto più tardi (1982). Il viaggio invece è dettagliato nel libro L'Usage du monde (1963), "La polvere del mondo" nell'edizione italiana.
Nell'ottobre del 1955 si imbarca su una nave francese delle Messageries Maritimes che lo condurrà in Giappone, dove resterà un anno, scrivendo articoli per giornali e riviste giapponesi. Tornerà via nave a Marsiglia alla fine del 1956.
Nel 1958 sposa Eliane Petitpierre, figlia del consigliere federale Max Petitpierre e nipote di Denis de Rougemont. Si installano a Cologny. Dal 1958 al 1963 (anno in cui muore suo padre), lavora come iconografo per l'OMS e la Nouvelle Bibliothèque Illustrée des Sciences et des Inventions delle Éditions Rencontre. Nel corso dei suoi lavori riunisce un ricchissimo archivio personale, in cui si trovano in particolare stampe popolari e incisioni tecniche. Dal 1964 al 1965 tornerà in Giappone in compagnia della moglie. Seguiranno altri viaggi in Asia (Giappone, Corea del Sud, Cina) e in Europa (Irlanda).
Nicolas Bouvier muore di cancro il 17 febbraio 1998.
In suo onore esiste un collège nel quartiere "des Délices"

## Opere
- L'Usage du monde, Préface d'Alain Dufour, Losanna: Payot, 1963.
  - La polvere del mondo, trad. di Maria Teresa Giaveri, Prefazione di Jean Starobinski, Collana Al buon Corsiero n.17, Reggio Emilia, Diabasis, 2004-2014.
  - La polvere del mondo, trad. di Maria Teresa Giaveri, Prefazione di Paolo Rumiz, Collana I Narratori, Milano, Feltrinelli, 2020.
- Japon, Losanna: Éditions Rencontre - L'Atlas des Voyages, 1967.
- Chronique Japonaise, Losanna: Payot, 1975.
  - Il suono di una mano sola. Cronache giapponesi, trad. di Paola Olivi e Beppe Sebaste, Reggio Emilia, Diabasis, 1999.
  - Cronache giapponesi, trad. di P. Olivi e B. Sebaste riveduta da Jèrôme Nicolas e B. Sebaste, Collana I Narratori, Milano, Feltrinelli, 2023, ISBN 978-88-070-3548-7.
- Vingt cinq ans ensemble, histoire de la télévision Suisse Romande, Ginevra: Éditions SSR, 1975.
- Le Poisson-scorpion, Parigi: Gallimard, 1982.
  - Il pesce-scorpione, trad. e cura di Beppe Sebaste, Milano, Marcos y Marcos, 1991; Bellinzona, Casagrande, 1991; Roma, Laterza, 2006.
- Les Boissonas, une dynastie de photographes, Losanna: Payot, 1983.
- Journal d'Aran et d'autres lieux, Losanna: Payot, 1990. 
  - Diario delle Isole Aran. Carte di viaggio, trad. e cura di Barbara Anzivino, Reggio Emilia, Diabasis, 2006.
- L'Art populaire en Suisse, Ginevra: Éditions Zoé, 1991.
  - L'arte popolare, trad. di Vera Segre Rutz, Disentis, Pro Helvetia, 1991.
- Le Hibou et la baleine, Ginevra: Éditions Zoé, 1993.
- Les Chemins du Halla-San, Ginevra: Éditions Zoé, 1994.
- Comment va l'écriture ce matin?, Ginevra: Slatkine, 1996.
- Routes et déroutes, entretiens avec Irene Lichtenstein-Fall, Ginevra: Éditions Metropolis, 1997.
- La Chambre rouge et autres textes, Ginevra: Éditions Métropolis, 1998.
- Le Dehors et le Dedans, Ginevra: Éditions Zoé, 1998.
  - Il Doppio Sguardo. Le dehors et le dedans, trad. e cura di Luigi Marfè, Introduzione di Maria Teresa Giaveri, Collana Poesie n.25, Pisa, Edizioni ETS, 2012.
- Entre errance et éternité, Ginevra: Éditions Zoé, 1998.
- Une orchidée qu'on appela vanille, Ginevra: Éditions Métropolis, Genève, 1998.
- Dans la vapeur blanche du soleil : les photographies de Nicolas Bouvier ; Nicolas Bouvier ; Thierry Vernet ; Pierre Starobinski ; Éditeur : Genève : Zoe, 1999.
- La Guerre à huit ans, Ginevra: Éditions Mini Zoé, 1999.
- L'Échappée belle, éloge de quelques pérégrins, Ginevra: Éditions Métropolis, 2000.
- Histoires d'une image, Ginevra: Éditions Zoé, 2001.
- L'Œil du voyageur, Éditions Hoëbeke, 2001.
- Le Japon de Nicolas Bouvier, Éditions Hoëbeke, 2002. [riedizione del volume pubblicato nel 1967 presso le Éditions Rencontre]
- Le Vide et le Plein (Carnets du Japon, 1964-1970), Éditions Hoëbeke, 2004.
- Œuvres, sotto la direzione di Éliane Bouvier, Prefazione di Christine Jordis, Parigi, Gallimard, 2004, ISBN 2-07-077094-X, pp. 1428.  [Contiene: primi scritti ; L'Usage du monde ; La Descente de l'Inde ; Chronique japonaise ; Le Poisson-scorpion ; Le Dehors et le Dedans ; Voyage dans les Lowlands ; Journal d'Aran et d'autres lieux ; L'Art populaire en Suisse (estratti) ; Histoires d'une image ; Le Hibou et la baleine ; La Chambre rouge ; La Guerre à huit ans ; Routes et déroutes + fotografie, carte, documenti, biografia]
- Charles-Albert Cingria en roue libre, Ginevra: Éditions Zoé, 2005
- Poussières et musiques du monde, CD Enregistrement de Zagreb à Tokyo
- Correspondance des routes croisées 1945-1964, testo stabilito, annotato e presentato da Daniel Maggetti e Stéphane Pétermann, Éd. Zoé, Genève, 2010, pp. 1650, ISBN 978-28-818-2675-7.
- Il faudra repartir, Voyages inédits, testi riuniti e presentati da François Laut, edizione stabilita in collaborazione con Mario Pasa,  éditions Payot, 2012, ISBN 978-22-289-0915-0.